# Dora Venter
Melinda Gál (Salgótarján, Nógrád; 1 d'octubre de 1976), més coneguda com a Dora Venter, és una actriu pornogràfica, model i infermera hongaresa retirada. Va ser la guanyadora del Premi Ninfa a la millor actriu de repartiment en 2004 pel seu paper en la pel·lícula La memoria de los peces.

## Biografia
Melinda Gál a néixer l'1 d'octubre de 1976 en Salgótarján, Hongria. Melinda vivia en un poble amb la seva família; quan va acabar l'escola primària va assistir a una escola vocacional de medicina, després es va mudar a Budapest on va treballar com infermera mentre estudiava en una escola d'infermeria de cures crítiques, i posteriorment va rebre la certificació d'infermeria en CCRN (infermera registrada de cures crítiques) en 1998. A la fi d'abril de 1999, Melinda va ser a una agència i es va inscriure en un càsting porno, i poques setmanes després va començar a filmar les seves primeres pel·lícules. Inicialment va prendre aquest treball per a complementar el seu baix salari com a infermera, però finalment decideix prendre-ho a temps complet per diversos anys.

## Carrera professional
En els primers dies de la seva carrera com a actriu porno va participar en produccions sueques del director Mike Beck, sota el nom artístic de Claudia Wennström. Entre els anys 2001 i 2004 va treballar per al productor català Conrad Son, en pel·lícules hardcore i softcore. També ha aparegut en pel·lícules pornogràfiques de països com Alemanya, França, Itàlia i Hongria.
Melinda va reprendre a la seva carrera d'infermera al setembre de 2003, realitzant ocasionalment pel·lícules. De la seva carrera en el cinema per a adults es va dir sobre aquest tema que els seus amics sabien sobre les seves pel·lícules, mes no així els seus pacients a causa de la limitada introducció de la pornografia internacional a Hongria. En 2003 Dora va ser nominada al Premi Ninfa del Festival Internacional de Cinema Eròtic de Barcelona a la millor actriu pel seu paper en la pel·lícula Laura está sola, i en 2004 va ser la guanyadora del Premi Niofa a la millor actriu de repartiment pel seu paper en la pel·lícula La memoria de los peces; totes dues pel·lícules van ser dirigides per Conrad Son. El 2007 Venter va guanyar el Premi AVN per la seva participació a la pel·lícula Outnumbered 4. Des destacava principalment per les seves escenes de sexe anal i gang bang en les pel·lícules.

## Premis i nominacions
| Any  | Premi             | Resultat   | Categoria                                         | Pel·lícula              |
| ---- | ----------------- | ---------- | ------------------------------------------------- | ----------------------- |
| 2003 | Premis FICEB      | Nominada   | Premi Nimfa: Millor actriu                        | Laura está sola         |
| 2003 | Venus Award       | Nominada   | Millor actriu (Hongria)                           | —                       |
| 2004 | Premis European X | Nominada   | Millor actriu (Hungría)                           | —                       |
| 2004 | Premis European X | Nominada   | Millor actriu de repartiment (Hungría)            | —                       |
| 2004 | Premis FICEB      | Guanyadora | Premi Ninfa: Millor actriu de repartiment         | La memoria de los peces |
| 2007 | Premis AVN        | Guanyadora | Millor escena de sexe en una producció estranjera | Outnumbered 4           |
| 2007 | Premis AVN        | Nominada   | Millor escena de sexe en una producció estrangera | The Hacienda            |
| 2007 | Premis AVN        | Nominada   | Millor escena de sexe POV                         | POV Centerfolds 3       |
| 2008 | Premis FICEB      | Nominada   | Premio Ninfa: Secuencia de sexo más original      | Mundo Perro             |
| 2009 | Premis AVN        | Nominada   | Millor escena de sexe en una producció estrangera | Gang Bang Junkies       |